# Општина Манастирени (Клуж)
Манастирени (рум. Mânăstireni) општина је у Румунији у округу Клуж.
Oпштина се налази на надморској висини од 722 m.